# Flughafen Neom

i7
i11
i13
Der Flughafen Neom (arabisch مطار خليج نيوم oder مطار نيوم, englisch Neom Bay Airport, IATA-Code: NUM, ICAO-Code: OENN) liegt nahe der Planstadt Neom Bay in der Provinz Tabuk im Nordwesten Saudi-Arabiens.

## Beschreibung
Der Flughafen liegt nahe der Küste auf einer Höhe von 10 m. Er verfügt über eine 3757 m lange Start- und Landebahn.
Während Neom Bay als Teil des Neom-Projektes im Jahr 2023 noch in Bau ist, wurde der Flughafen bereits zwischen 2015 und 2019 gebaut. An dem Ort befand sich vorher eine militärisch genutzte unbefestigte Landebahn.
Im Juni 2019 wurde der Flughafen eröffnet und Linienflugverbindungen nach Riad und al-Wadschh aufgenommen.